# Шанидар
Шанидар је пећина и археолошки локалитет у Ираку, на планинском ланцу Загрос (Курдистан). Амерички археолог Ралф Солецки је налазиште истраживао у периоду од 1957. до 1961. године. На локалитету је откривена тзв. „Цветна сахрана“, тело неандерталца, за кога се претпоставља да је био усмрћен каменим блоковима палим са таванице, па су га савременици затрпали хрпом камења. Налаз се датира у период од пре око 60.000 година.